# Centrale hydroélectrique de Jumisko
La centrale hydroélectrique de Jumisko (finnois : Jumiskon voimalaitos) est une centrale hydroélectrique située à Posio et Kemijärvi  en Finlande.